# Ullrich Martin
Ullrich Martin (* 21. April 1963 in Merseburg) ist ein deutscher Bauingenieur und Verkehrswissenschaftler. Seit 2001 ist er als Nachfolger von Gerhard Heimerl Professor an der Universität Stuttgart und Direktor des Instituts für Eisenbahn- und Verkehrswesen sowie ein Jahr später auch des  Verkehrswissenschaftlichen Instituts an der Universität Stuttgart e.V.

## Leben
Nach seiner Schulzeit absolvierte Martin zunächst ab 1981 eine Lehre als Facharbeiter für Eisenbahntransporttechnologie bei der Deutschen Reichsbahn (DR). Anschließend studierte er von 1984 bis 1989 an der Hochschule für Verkehrswesen „Friedrich List“ in Dresden Transporttechnologie. Nach Abschluss dieses Studiums war er erneut bei der DR als Erster Bearbeiter und Sachgebietsleiter „Grundsätze des Betriebsdienstes“ in der Reichsbahndirektion Halle tätig.
Martin wechselte 1992 ans Institut für Eisenbahnwesen und Verkehrssicherung der TU Braunschweig und promovierte dort 1995 über die Bewertung von Zug- und Rangierfahrten bei der Disposition. Anschließend wechselte er als Projektingenieur zur IPM GmbH. Hier war er unter anderem für die Leit- und Sicherungstechnik auf der Bahnstrecke Stendal–Uelzen im Rahmen des VDE-Projekts Nr. 3 verantwortlich. 1998 wurde er auf die Professur für Verkehrsbau und Verkehrssystemtechnik der Universität Leipzig berufen.
Als Nachfolger für Gerhard Heimerl, der das Verkehrwissenschaftliche Institut seit 1975 geleitet hatte, wurde Martin 2001 zunächst auf dessen Professur für Schienenbahnen und öffentlicher Verkehr berufen, sowie Direktor des Instituts für Eisenbahn- und Verkehrswesen. Ein Jahr später übernahm er von Heimerl auch dessen Funktion als Direktor des Verkehrswissenschaftlichen Instituts. Ebenfalls 2002 wurde Martin Gründungsbeauftragter der Fakultät für Bau- und Umweltingenieurwissenschaften.
2004 wurde Martin Mitglied der Sächsischen Akademie der Wissenschaften in Leipzig. Im selben Jahr erfolgte seine Bestellung zum Sachverständigen des Bundesgerichtshofs, und im Juni 2014 seine bis 2018 gültige Benennung zum Fachexperten im Fachbereich Schienenverkehr durch die Deutsche Akkreditierungsstelle. Seit Dezember 2018 ist er Mitglied im Wissenschaftlichen Beirat beim Bundesminister für Verkehr und digitale Infrastruktur.
Von 2009 bis 2011 war Martin Dekan der Fakultät 2: Bau- und Umweltingenieurwissenschaften der Universität Stuttgart.

## Forschung
Neben der verkehrsträgerübergreifenden Verkehrssystemgestaltung mit besonderen Schwerpunkten beim ÖPNV und der Eisenbahn arbeitet Martin auch im Bereich der Eisenbahnbetriebs- und -sicherungstechnik. An der Universität Stuttgart sind seine Kerngebiete die gesamtwirtschaftliche Bewertung und Beurteilung von Verkehrswegeinvestitionen, betriebswirtschaftliche Untersuchungen für Infrastruktur und für den Betrieb und Fahrzeugeinsatz, Kapazitätsuntersuchungen und Untersuchungen zum Leistungsverhalten von Anlagen des Schienen- und Luftverkehrs (u. a. Pragsattel Stuttgart, Flughafen Stuttgart), betriebliche Planung und Fahrplangestaltung im öffentlichen Verkehr, Modell- und Softwareentwicklung für Planungs-, Bewertungs- und Betriebsleitsysteme sowie konzeptionelle Planung von Strecken, Stationen und Netzen.
2006 bis 2012 lag der Schwerpunkt seiner Forschung bei der Verbesserung von Betriebsqualität und Leistungsverhalten im Schienenverkehr, teilweise im Auftrag der DB Netze AG. Sein Forschungsprojekt RUBIK (2011/2012) zur Anschlusssicherung und Fahrgastinformation für den regionalen Busverkehr diente dazu, auch im ländlichen Raum das in Ballungsräumen bereits erfolgreich eingeführte System von Echtzeit-Informationen und dynamischer Fahrgastinformation praktikabel zu machen.

## Position zu Stuttgart 21
Martin hat sich als Befürworter von Stuttgart 21 profiliert und war unter anderem als Sachverständiger in der öffentlichen Anhörung des Bundestages am 10. November 2010 für den Bau des neuen Stuttgarter Eisenbahnknotens eingetreten. In gleicher Funktion trat er auch in den Schlichtungsgesprächen für den Bau von Stuttgart 21 ein und beurteilte die Leistungsfähigkeit des Vorhabens positiv.
Das von Martin geleitete Institut hat für das Vorhaben auch verschiedene Studien im Auftrag der Deutschen Bahn AG erstellt. Kritiker bemängeln unter anderem die in der von ihm mit verfassten Leistungsfähigkeits- und Leistungsverhaltens-Studie des geplanten Hauptbahnhofs unterstellten Haltezeiten von ein bis zwei Minuten. Das Eisenbahn-Bundesamt (EBA) bezweifelte im Rahmen des Planfeststellungsverfahrens, ob die Leistungsfähigkeit des Bahnhofs Stuttgart Flughafen/Messe ausreichend sei. Der in einem Gutachten von Martin im Jahr 2008 ermittelte optimale Leistungsbereich von 16 bis 18 Zügen pro Stunde halte das EBA für „auf keinen Fall fahr- und planbar“, die ermittelte Leistungsfähigkeit sei „extrem grenzwertig“. Das Amt hielt eine großräumigere Betrachtung für erforderlich.